# Leptura longipennis
Leptura longipennis là một loài bọ cánh cứng trong họ Cerambycidae.